# 久保田食品
久保田食品株式会社（くぼたしょくひん）は高知県南国市岡豊町笠ノ川1032番地にあるアイスクリームの製造、販売をする食品メーカーである。モットーは、「安全で、お求めやすく、手間を惜しまず、おいしく」。アイスクリンを作っている数少ない会社で、「白くまくんのアイスクリン」は高知県下でも人気商品である。2021年4月20日より新工場稼働。
「四国のローカルメーカーとして独自の考え方を歩む」と会社のホームページでも書かれているように、販売網は高知県を中心に四国地方が主であるが、阪神地区でも近畿地方のスーパーマーケットの大近などで販売している。現在では四国、関西、中国地方に取引先を持っている。また直営店を高知市、南国市で3店舗持っている。

## 沿革
- 1959年（昭和34年）3月 - 高知市のアイスキャンデー製造業者からの仕入れ販売を始める。
- 1971年（昭和46年）3月20日 - 有限会社久保田食品を設立。現在は株式会社になっている。
- 1980年（昭和55年） - 初の自社商品100円カップ「アイスクリン」の製造卸販売開始する。これが「白くまくんのアイスクリン」である。
- 1981年（昭和56年） - 50円商品アイスキャンデー、花まんじゅうの製造販売開始する。
- 1982年（昭和57年） - 中華饅頭の製造販売開始する。
- 1984年（昭和59年） - 150円カップ「ホームメイドシリーズ」の製造販売開始。
- 1987年（昭和62年） - 高知大丸内に初の直営店になるアイスクリームショップ（現在の店の名前は「久保田」）をオープン。さらに同年、このショップ内にて「大丸焼き」の販売開始する。
- 1989年（昭和64年・平成元年） - 全国発送・フレッシュアイスギフト「KUBOTAクールギフト」の販売開始する。
- 1993年（平成5年） - 四国横断自動車道の南国インターチェンジ（高知自動車道）～高松西インターチェンジ（高松自動車道）間が開通に伴い、香川県での取引きを開始する。これが県外初進出になる。
- 1994年（平成6年） - 愛媛県、徳島県での取引きを開始する。
- 1996年（平成8年） - 近畿地方での取引きを開始する。
- 1999年（平成11年） - 国道32号線沿いの道の駅風良里（ふらり）内にアイスクリームショップ「風良里」をオープンする。
- 2000年（平成12年）12月 - イオン高知ショッピングセンターフードコート内に「夢中熱中デザート館」をオープンする。
- 2003年（平成15年）5月 - 高知大丸内の地下食品売り場にある「クボタショップ」を全面改装オープンする。

## 主な製品

### アイスクリーム
- 白くまくんのアイスクリン
- 土佐造りアイスコーン
- 夢中熱中バニラ最中
- おっぱいアイス
- メロン型シャーベット

### その他の商品
- 中華まん

## 外部サイト
- 南国土佐発アイスクリーム 久保田食品